# Hyperolius lateralis
Espèce
Synonymes
- Hyperolius lateralis pleurospilus Laurent, 1947
- Hyperolius lateralis cyaneops Laurent, 1950
- Hyperolius lateralis bururiensis Laurent, 1950
- Hyperolius lateralis guibei Laurent, 1951
- Hyperolius lateralis acanthochromus Laurent, 1951
- Hyperolius lateralis capnodogaster Laurent, 1951
- Hyperolius lateralis kochi Laurent, 1951
- Hyperolius lateralis subviolaceus Laurent, 1952
- Hyperolius lateralis bogerti Laurent, 1952
- Hyperolius lateralis pulcherrimus Laurent, 1952

Statut de conservation UICN

 LC  : Préoccupation mineure
Hyperolius lateralis est une espèce d'amphibiens de la famille des Hyperoliidae.

## Répartition
Cette espèce se rencontre entre 650 et 2 100 m d'altitude, :
- dans l'est de la République démocratique du Congo ;
- dans l'ouest du Kenya ;
- au Burundi ;
- au Rwanda ;
- dans le nord-ouest de la Tanzanie ;
- dans le sud de l'Ouganda.

## Description
Hyperolius lateralis mesure de 18 à 26 mm pour les mâles et de 21 à 29 mm pour les femelles. 

## Publication originale
- Laurent, 1940 : Nouveaux batraciens congolais du genre Hyperolius. Revue de Zoologie et de Botanique Africaines, Tervuren, vol. 34, p. 1-7.